# Bunovići
Bunovići este un sat din comuna Kotor, Muntenegru. Conform datelor de la recensământul din 2003, localitatea are 1 locuitor (la recensământul din 1991 erau 3 locuitori).

## Demografie
În satul Bunovići locuiește un singur locuitor (adult).
|  |

| Demografie | Demografie | Demografie |
| An         | Locuitori  | Locuitori  |
| ---------- | ---------- | ---------- |
|            |            |            |
|            |            |            |
|            |            |            |
|            |            |            |
| 1948       | 10         |            |
| 1953       | 11         |            |
| 1961       | 9          |            |
| 1971       | 6          |            |
| 1981       | 4          |            |
| 1991       | 3          | 3          |
| 2003       | 1          | 1          |

| \| Componența etnică conform recensământului din 2003[2] \| Componența etnică conform recensământului din 2003[2] \| Componența etnică conform recensământului din 2003[2] \| Componența etnică conform recensământului din 2003[2] \| Componența etnică conform recensământului din 2003[2] \| \| ----------------------------------------------------- \| ----------------------------------------------------- \| ----------------------------------------------------- \| ----------------------------------------------------- \| ----------------------------------------------------- \| \| \| \| \| \| \| \| Sârbi \| Sârbi \| \| 1 \| 100% \| \| necunoscută \| necunoscută \| \| 0 \| 0% \| |             |  |   |      |
| Componența etnică conform recensământului din 2003 |             |  |   |      |
| |             |  |   |      |
| Sârbi | Sârbi       |  | 1 | 100% |
| necunoscută | necunoscută |  | 0 | 0%   |